# Смерч-вихор

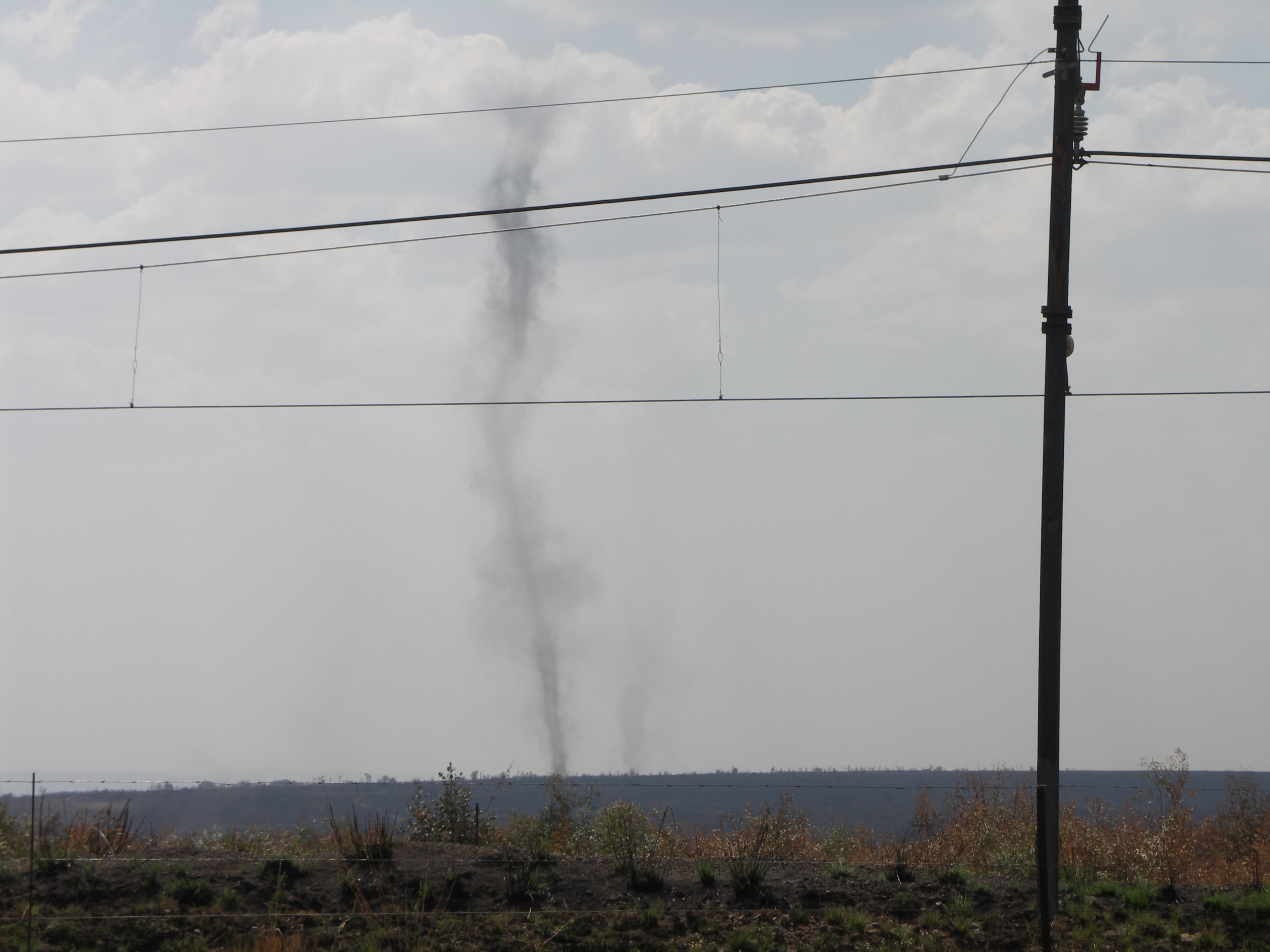
Смерч-вихор

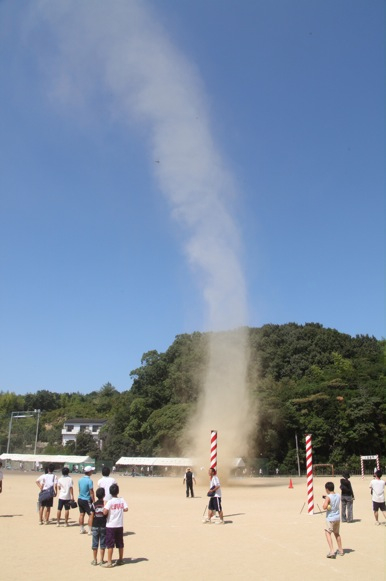
Пиловий вихор на шкільному майданчику

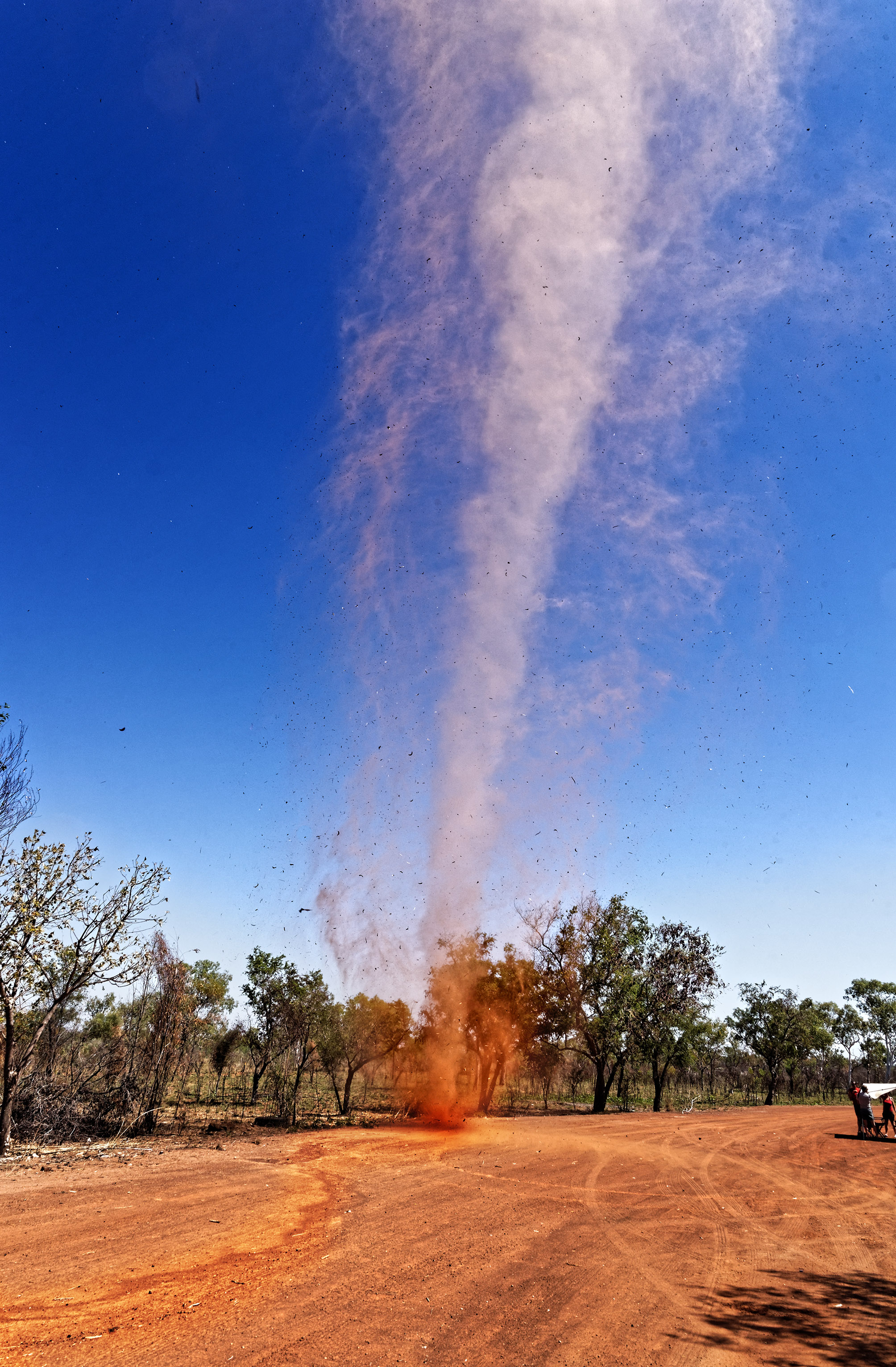
Смерч-вихор, 61 км на північний схід від міста Брум, Західна Австралія

Смерч-вихор, вихор (англ. Whirlwind) — це явище, при якому вихор вітру (вертикально орієнтований обертовий стовп повітря) утворюється через нестабільність і турбулентність, створювану нагріванням і градієнтами потоку. Смерчі-вихори можуть відрізнятися за розміром і тривати від кількох хвилин до кількох годин.

## Типи
Смерчі-вихори поділяються на два типи: великі та малі (незначні). До першої категорії належать торнадо, водяні смерчі та ландспаути. Деякі малі вихори іноді можуть утворюватися подібно до великих вихорів із відповідним збільшенням інтенсивності. Ці проміжні типи включають наприклад вогняні вихори. Інші малі вихори включають пилові вихори, а також похідні: парові вихори, снігові вихори, сміттєві вихори, листяні вихори та сінні вихори.

## Формування
Великий смерч-вихор
Великий смерч-вихор (наприклад, торнадо) утворюється з суперкоміркових гроз (найпотужніший тип грози) або інших потужних штормів. Коли шторми починають обертатися, вони реагують на інші висотні вітри, викликаючи обертання, та формування хмари-воронки. Над воронкою утворюється хмара, що всмоктується нею, це і робить її видимою.
Малий смерч-вихор
Малий (невеликий) смерч-вихор формується, коли місцеві вітри починають обертатися на землі. Це призводить до утворення воронки. Воронка рухається над землею, її рухають ті вітри, що й утворили її. Поки воронка рухається, вона захоплює частинки пилу або снігу, таким чином стаючи видимою.

## Тривалість
Великі смерчі-вихори тривають довше, тому що вони утворюються від дуже потужних вітрів, і їх важко, але можливо перервати. Малі смерчі-вихори не такі довгоживучі; вітри, які їх утворюють, тривають недовго, і коли незначний вихор стикається з перешкодою (будівля, дерево тощо), його обертання переривається, як і потік вітру в ньому, змушуючи його розсіятись.

## Пов'язана погода
Суперкоміркові грози, інші потужні шторми та сильні вітри спостерігаються разом із великими смерчами-вихорами. Крім того, невеликі напівпотужні пориви вітру можна побачити перед деякими малими вихорами, які можуть виникати від шторму. Ці пориви вітру можуть почати обертатися й утворювати малі (незначні) вихори. Вітри від інших невеликих штормів (таких як дощі або місцеві грози) можуть спричинити утворення малих смерчів-вихорів. Подібно до великих вихорів, ці малі вихори іноді можуть бути небезпечними.

## Подібні явища
Завихрення та вихори можуть утворюватися в будь-якій рідині. У воді подібне явище називається вир.

## Дивись також
- Тропічний циклон

## Зовнішні посилання
- Відео вогняного вихора 11 вересня 2012 р. Аліс-Спрінгс, Австралія.
- Визначення сильних штормів і класифікація вихорів (TORRO)
- Вихори (TORRO)
- «Сінний диявол» з National Geographic
- Довша версія вищезазначеного, але гіршої якості